# Alanina
Alanina, skr. Ala, A – organiczny związek chemiczny z grupy α-aminokwasów. Enancjomer o konfiguracji S (L) jest jednym z dwudziestu podstawowych aminokwasów białkowych. Bierze też udział w cyklu glukozowo-alaninowym.

## Struktura i właściwości
Jest aminokwasem niepolarnym alifatycznym, jej łańcuch boczny stanowi grupa metylowa, −CH
3. Ponieważ przy atomie węgla α występują cztery różne podstawniki, alaninę zalicza się do grupy aminokwasów optycznie czynnych. W białkach występuje jako izomer L i stanowi średnio około 7,8% reszt aminokwasowych występujących w białkach. Jest aminokwasem endogennym.

## Biosynteza
Podczas biosyntezy białek jest kodowana przez kodony GCU, GCC, GCA lub GCG w łańcuchu mRNA. Jest syntetyzowana w organizmach z:
- pirogronianu i waliny przez aminotransferazę walina:pirogronian (EC 2.6.1.66);
- pirogronianu i glutaminianu przez aminotransferazę glutaminian:pirogronian (EC 2.6.1.2);
- z cysteiny przez desulfurazę cysteinową (EC 2.8.1.7).

Ostatni z wymienionych szlaków służy w organizmie jako donor siarki do syntezy klasterów żelazowo-siarkowych w białkach Fe-S, tiaminy, tionukleozydów w tRNA, biotyny i innych związków.